# Parti progressiste de Nouvelle-Zélande
Le Parti progressiste de Nouvelle-Zélande est un parti politique néo-zélandais, devenu un allié des travaillistes, duquel il est plus à gauche. Il a un membre au Parlement, son chef Jim Anderton.
Le parti est fondé en 2002 quand Anderton et plusieurs autres membres d'Alliance quittent ce dernier, plus représenté au Parlement.

### Sources
- (en) Cet article est partiellement ou en totalité issu de l’article de Wikipédia en anglais intitulé « New Zealand Progressive Party » (voir la liste des auteurs).